# Khamoshi: The Musical
Khamoshi: The Musical (Hindi, wörtl.: Stille: Das Musical) ist ein Bollywood-Film aus dem Jahr 1996.
Es ist das Regiedebüt von Sanjay Leela Bhansali.

## Handlung
Annie lebt mit ihren taubstummen Eltern – Joseph und Flavy Braganza – und ihrem kleineren Bruder Sam in Goa. Annies Großmutter Maria bringt ihr Klavierspielen bei, und die Musik füllt das Haus. Als die Familie eines Tages die Kirche besucht, fällt Sam vom Glockenturm runter und stirbt. An dem Tag verliert Joseph seinen Glauben an Gott. Er verkauft in seinem Leid das Klavier und bringt somit Stille in Annies Leben. Jahre später trifft Annie einen jungen Komponisten Raj, durch den sie der Musik wieder näher kommt. Raj träumt davon, Annie zur Sängerin zu machen, doch ihre Eltern wollen es nicht zulassen, dass die Musik wieder in ihr trauerndes Haus kommt. Außerdem haben sie Angst davor, Annie zu verlieren, denn sie ist ihre einzige Verbindung zur Welt der Töne. Annie weiß auch, wie hilflos Joseph und Flavy ohne sie sind, deswegen ist der Gedanke das Haus zu verlassen, um ein eigenes Leben zu führen, für sie unerträglich. Aber die Liebe zu Raj und zur Musik ist stärker als alle Ängste, und Annie bereitet sich auf ihr erstes Konzert vor. Als Joseph und Flavy das Konzert besuchen, entdecken sie für sich die Musik, die sie nicht hören können. Als Raj um Annies Hand bittet, muss Joseph zuerst mit sich kämpfen, doch dann ist er einverstanden. Nach der Verlobung fährt Raj weg, verspricht aber möglichst schnell zurückzukehren. Annie wartet auf ihn, aber das Warten dauert zu lange, und sie bekommt Angst, dass sie ihn nie wieder sehen wird. Als Joseph erfährt, dass seine Tochter schwanger ist, wirft er sie aus dem Haus. Doch dann kehrt Raj endlich zurück und heiratet Annie. Joseph will ihm aber seine lange Abwesenheit nicht verzeihen. Nach der Geburt eines Sohnes besuchen Annie und Raj Annies Eltern zum ersten Mal nach der Hochzeit. Joseph versöhnt sich mit Raj und hält eine bewegende „Rede“ beim Taufen des Enkels.

## Auszeichnungen
Filmfare Awards 1997
- Kritikerpreis/Bester Film – Sanjay Leela Bhansali
- Kritikerpreis/Beste Darbietung – Manisha Koirala
- Beste Playbacksängerin – Kavita Krishnamurthy für den Song „Aaj mein upar“

Screen Weekly Awards 1997
- Beste Hauptdarstellerin – Manisha Koirala
- Beste Nebendarstellerin – Seema Biswas